# Плоцка епархия
Плоцката епархия (на полски: Diecezja płocka; на латински: Dioecesis Plocensis) е административно-териториална единица на католическата църква в Полша, западен обред. Суфраганна епископия на Варшавската митрополия. Установена около 1075 година, като част от Гнезненската митрополия. От 1818 година е в състава на Варшавската митрополия. Настоящата и територия е утвърдена на 25 март 1992 година с булата „Totus Tuus Poloniae Populus“ на папа Йоан-Павел II. Заема площ от 11 000 км2 и има 813 088 верни. Седалище на епископа е град Плоцк.

## Деканати
В състава на епархията влизат двадесет и шест деканата.
| - Белски деканат - Бодзановски деканат - Вишогродзки деканат - Гомбински деканат - Гостинински деканат - Джежговски деканат - Добжин над Вислон (деканат) - Добжин над Дървенцон (деканат) - Жиромински деканат | - Закрочимски деканат - Маковски деканат - Млавски деканат - Нашелски деканат - Плонски деканат - Плоцки Всходни деканат - Плоцки Заходни деканат - Пултуски деканат - Пшасниски деканат | - Рачьонжки деканат - Рипински деканат - Сероцки деканат - Стшеговски деканат - Тлуховски деканат - Чехановски Всходни деканат - Чехановски Заходни деканат - Шерпецки деканат |  |